# Альдино
Альди́но (итал. Aldino), также Альда́йн (нем. Aldein) — коммуна в Италии, расположена в области Трентино-Альто-Адидже, подчинена административному центру Больцано (провинция). Занимает площадь 63 км². Почтовый индекс — 39040. Телефонный код — 00471.
Население составляет 1651 человек (2011), плотность населения составляет 26 чел./км². По состоянию на 2011 год, 98,07 % жителей коммуны назвали родным языком немецкий, 1,74 % жителей — итальянский, 0,19 % — ладинский.
Покровителями коммуны почитаются святые Елена Равноапостольная и апостол Иаков Старший, празднование 25 июля.